# Fromage de Murcie au vin
Le fromage de Murcie au vin est fabriqué en Espagne, dans toute la province de Murcie. Élaboré à base de lait de chèvre pasteurisé. Tout comme le Queso de Murcia, il bénéficie d'une appellation d'origine protégée depuis le 24 Juin 2002 (AOP).

## Présentation
Le fromage de Murcie au vin, est un fromage qui reprend les mêmes principes de fabrications, que le fromage de Murcie ou Queso de Murcia. 
C'est un fromage gras, à pâte pressée, lavée et cuite. De forme cylindrique, sa croûte est lisse et lavée par deux fois avec du vin rouge de la région. La masse compacte est blanc ivoire, onctueuse et sa texture souple. 

## Gastronomie
La saveur de ce fromage est légèrement acide et salée, avec des arômes de lait, surtout crème, beurre et lait de chèvre. Ce fromage peut être servi en tapas, avec de l'huile d'olive et des poivrons. Il s'accorde parfaitement avec les vins de sa région Jumilla et Yecla (es), en particulier les vins jeunes et rosés, ainsi qu'avec de la bière.